# Jon Jönsson
Jon Jönsson (Hässleholm, 8 juli 1983) is een Zweedse voetballer (verdediger) die sinds 2010 uitkomt voor IF Elfsborg.
Jönsson maakte op 15-jarige leeftijd zijn debuut voor IFK Hässleholm en werd al snel opgemerkt door Tottenham Hotspur. In 2001 keerde hij terug naar Zweden om voor Malmö FF te spelen. Sinds 2006 speelt Jönsson voor IF Elfsborg. Hij werd tweemaal landskampioen (2004, 2006).
Jönsson speelde 27 wedstrijden in de periode 2002-2005 voor de U21 van Zweden, daarin kon hij vijfmaal scoren.

## Erelijst
Malmo FF
- Zweeds landskampioen

2004
 IF Elfsborg
- Zweeds landskampioen

2006, 2012